# .gw
‎.gw‏ دامنه اینترنتی اختصاص داده شده به گینه بیسائو است.